# Гражданство Черногории

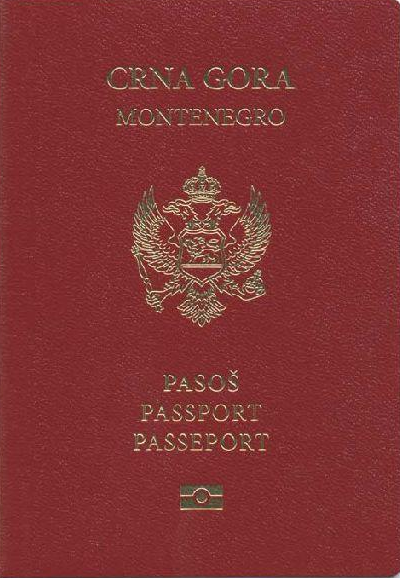
Паспорт гражданина Черногории, подтверждающий черногорское гражданство обладателя

Гражданство Черногории — устойчивая правовая связь физического лица с Черногорией независимо от его национального или этнического происхождения. В целом основано на принципе jus sanguinis.
Двойное гражданство не допускается за рядом исключений. С 2010 года в законодательстве предусмотрена возможность получения гражданства через инвестиции; фактически программа была запущена в 2018 году.
Вопросы гражданства регулируются Законом о черногорском гражданстве 2008 году с последующими изменениями (опубликован в Служебном вестнике РЧ № 13/2008).

## История
Институт гражданства в Черногории восходит к законам, изданным в 1803 году Петром I Петровичем Негошем, в которых был предусмотрен принцип «права крови» для собственно черногорцев и горцев («брджан»). В кодексе 1855 года эти положения были дополнены правом проживания в Черногории иностранцев. В 1905 году в первой («Никольданской») конституции Черногории, принятой при князе Николы I Петровича впервые был использован термин «черногорские граждане» (а не «черногорцы» и «горцы») и предусмотрена возможность свободного выхода из гражданства по исполнении обязательства военной службы и других обязанностей по отношению к государству и частным лицам, однако не были оговорены правила приобретения гражданства.

### В составе Югославии
В период нахождения в составе Югославии (последовательно Королевство сербов, хорватов и словенцев, Королевство Югославия, Федеративная Народная Республика Югославия и Социалистическая Федеративная Республика Югославия) политика Черногории в сфере гражданства соответствовала общегосударственной.
В законе КСХС о гражданстве 1928 года вводилось наследование гражданства по отцовской линии.
В 1945 году был принят Закон о гражданстве ФНРЮ, согласно которому к югославским гражданам причисляли лиц, бывших гражданами по закону 1928 года, а также представителей национальностей одной из югославских республик. Закон лишал гражданства эмигрантов и запрещал множественное гражданство.
В союзных республиках, в том числе Социалистической Республике Черногории, были приняты внутренние законы, соответствовавшие федеральному законодательству и устанавливающие республиканское гражданство наряду с федеральным. Гражданство союзной республики определялось не по месту рождения ребёнка, а по гражданству родителей. В случае, если родители имели гражданство разных республик, гражданство ребёнка определялось по договоренности между ними, а в случае разногласий — на основе места жительства ребёнка.
В 1964 году, вскоре после принятия третьей конституции страны, из Закона о гражданстве СФРЮ были исключены положения о лишении гражданства эмигрантов и добавлен механизм натурализации. Было оговорено, что утрата федерального гражданства влечет за собой утрату гражданства союзной республики.
В 1976 году, после очередного изменения конституции, был определён механизм приобретения гражданства иного республиканского гражданства гражданами союзных республик. На момент принятия федерального закона союзные республики уже внесли соответствующие изменения в законодательство. Закон о гражданстве В СРЧ был принят в мае 1975 и продолжал действовать до 1999 года.

### В союзе с Сербией
Конституция Союзной Республики Югославии 1992 года сохраняла двухуровневую систему гражданства. Согласно закону о гражданстве 1996 года, гражданами СРЮ становились лица, имевшие в период СФРЮ республиканское гражданство Сербии или Черногории. Прочие граждане СФРЮ, постоянно проживавшие на территории СРЮ на момент принятия конституции, могли обратиться за получением гражданства при условии отсутствия иного гражданства. Натурализация подразумевала получение как гражданства СРЮ, так и гражданства республики, на территории которой лицо было натурализовано.
В 1999 году в период операции НАТО против Югославии Черногория приняла отдельный закон о гражданстве, изменивший баланс между федеральным и республиканским гражданством, что рассматривалось как шаг в направлении независимости. Закон предусматривал механизмы получения черногорского гражданства при отсутствии гражданства СРЮ и лишение гражданства при получении гражданства другой республики или иностранного государства. Были введены очень жесткие правила натурализации, призванные предотвратить получение избирательных прав в Черногории беженцами из Боснии и Герцеговины и Хорватии.
После свержения Слободана Милошевича федеральные законы о гражданстве СРЮ претерпел значительные изменения. В частности, согласно статьям 47 и 48, лица, имевшие в прошлом гражданство СФРЮ, получали возможность стать гражданами СРЮ без отказа от других имеющихся гражданств — фактически, впервые в истории было разрешено множественное гражданство.
В 2003 году после преобразования СРЮ в Государственный Союз Сербии и Черногории была принята новая конституция, согласно статье 7 которой граждане каждой союзной республики имели избирательные права только в ней. Черногорцы, проживающие в Сербии, были лишены права голоса и в Черногории по республиканскому законодательству. Распределение избирательных прав заложило основу для проведения в 2006 году референдума о независимости Черногории.

### Период независимости
Черногорское гражданство было введено статьей 12 конституции страны, принятой в 2007 году. Лица, имевшие второе гражданство до получения независимости, имели право его сохранить; в иных случаях был предусмотрен годичный срок для выбора между черногорским и иностранным гражданством. В законе 2008 года были также прописаны механизмы приобретения и утраты гражданства, а также определён его «гражданский», а не «этнический» характер и сохранены жесткие требования к натурализации.

## Двойное гражданство
Согласно статьям 8 и 9 Закона о черногорском гражданстве, лица, желающие стать гражданами Черногории путем натурализации, обязаны предоставить подтверждение отказа от предыдущего гражданства. В Статье 24 того же закона говорится, что черногорцы, приобретающие гражданство другой страны, — а также лица, прошедшие натурализацию, но не отказавшиеся от предыдущего гражданства в двухлетний период или скрывшие его наличие — теряют черногорское гражданство. Статья 18 закона предусматривает исключения из этого правила в случае существования двусторонних договоров, регулирующих данный вопрос.

## Гражданство через инвестиции
Несмотря на жесткие правила натурализации, Черногория является одной из немногих европейских стран (наряду с Австрией, Мальтой и Кипром), имеющей программу предоставления гражданства через инвестиции («экономического гражданства»).
Данная норма основана на Статье 12 Закона о гражданстве 2008 года, согласно которой Министерство внутренних дел и общественной администрации имеет право принимать в черногорское гражданство в упрощенном порядке, если это соответствует научным, экономическим, культурным, спортивным, национальным и иным интересам Черногории.
Законодательная база для программы инвестиционного гражданства была создана к 2010 году, однако после ряда скандалов, в частности, получения гражданства бывшим премьер-министром Таиланда Таксином Чиннаватом, а также под давлением Европейского Союза, программа была официально приостановлена.
В ноябре 2018 было объявлено о возобновлении программы. Условиями участия является инвестиция в размере 450 000 евро в приморском регионе страны или Подгорице, либо 250 000 евро в северном и центральном регионах, а также перечисление 100 000 евро в государственный фонд и уплата 15 000 евро сборов за заявителя, по 10 000 евро за каждого члена семьи (до четырёх человек) и по 50 000 евро за прочих членов семьи.

## Визовые требования для граждан Черногории

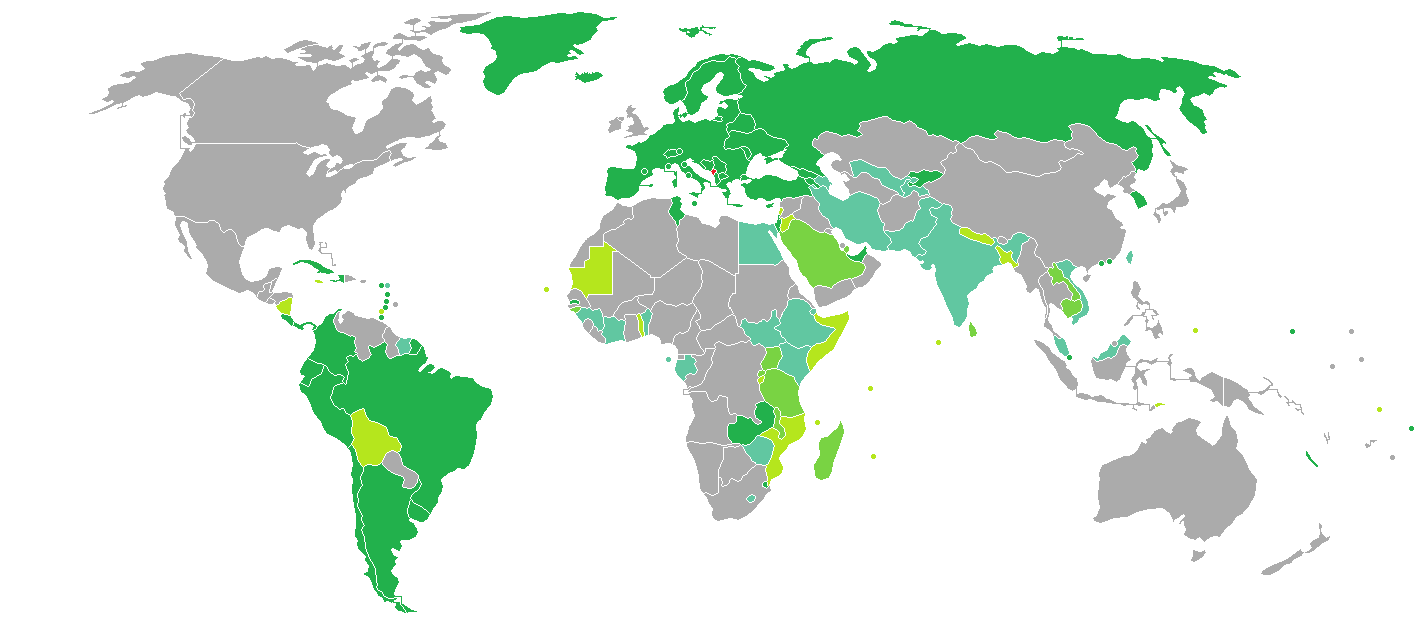
Визовый режим для граждан Черногории:
Черногория
Безвизовый режим
Виза ставится по прилёте
Электронная виза (eVisa)
Виза доступна как по прилёте, так и онлайн
Требуется виза

По данным на третий квартал 2019 года, граждане Черногории имели право свободного въезда (без получения визы или с получением визы по прибытии) в 123 страны мира, в том числе в страны Шенгенской зоны, Россию, Израиль и Турцию. Черногорский паспорт занял 45 место в Индексе паспортов, публикуемом консалтинговой компанией Henley & Partners совместно с ИАТА.